# Награди „Оскар“ (89-а церемония)
Осемдесет и деветата церемония по връчване на филмовите награди „Оскар“ се проведе на 26 февруари 2017 г. в Долби Тиътър в американския град Лос Анджелис. Церемонията беше излъчена за пореден път по Ей Би Си. Водещ на церемонията е прочутият американски шоумен Джими Кимъл.
По време на обявяване на победителя в категорията „Най-добър филм“ бе направен огромен гаф. Връчващите наградата Уорън Бийти и Фей Дънауей първоначално обявяват за победител „La La Land“, след като им е даден грешен плик (той съдържа победителката за най-добра актриса). Екипът на „La La Land“ излиза на сцената и произнася реч, но впоследствие се оказва, че наградата е за „Moonlight“.

## Номинации

### Най-добър филм
- „Лунна светлина“ (Moonlight)

- „Първи контакт“ (Arrival)
- „Възражение по съвест“ (Hacksaw Ridge)
- „Манчестър до морето“ (Manchester by the Sea)
- „Ла Ла Ленд“ (La La Land)
- „Прегради“ (Fences)
- „Лъв“ (Lion)
- „Скрити числа“ (Hidden Figures)
- „На всяка цена“ (Hell or High Water)

### Най-добър режисьор
- Деймиън Шазел за „Ла Ла Ленд“

- Мел Гибсън за „Възражение по съвест“
- Кенет Лонеган за „Манчестър до морето“
- Бари Дженкинс за „Лунна светлина“
- Денис Вилньов за „Първи контакт“

### Най-добра актриса
- Ема Стоун за „Ла Ла Ленд“ (в ролята на Мия Долан)

- Изабел Юпер за „Тя“
- Рут Нега за „Ловинг“
- Натали Портман за „Джаки“
- Мерил Стрийп за „Флорънс“

### Най-добър актьор
- Кейси Афлек за „Манчестър до морето“ (в ролята на Лий Чандлър)

- Райън Гослинг за „Ла Ла Ленд“ (в ролята на Себастиан Уайлдър)
- Дензъл Уошингтън за „Прегради“
- Андрю Гарфийлд за „Възражение по съвест“
- Виго Мортенсен за „Капитан Фантастик“

### Най-добра актриса в поддържаща роля
- Вайола Дейвис за „Прегради" (в ролята на Роуз Максън)
- Наоми Харис за „Лунна светлина“
- Никол Кидман за „Лион“
- Октавия Спенсър за „Скрити числа“
- Мишел Уилямс за „Манчестър до морето“

### Най-добър актьор в поддържаща роля
- Махершала Али за „Лунна светлина“ (в ролята на Хуан)

- Дев Пател за „Лион“
- Джеф Бриджис за „На всяка цена“
- Майкъл Шанън за „Нощни животни“
- Лукас Хеджис за „Манчестър до морето“

### Оригинален сценарий
- „Манчестър до морето“ – Кенет Лоунгран

- „На всяка цена“
- „Ла Ла Ленд“ – Деймиън Шазел
- „Омарът“
- „Жените на XX век“

### Адаптиран сценарий
- „Лунна светлина“ – Бари Дженкинс и Теръл Алвин МакКрейни

- „Първи контакт“
- „Прегради“
- „Скрити числа“
- „Лион“

### Операторско майсторство
- „Ла Ла Ленд“ – Линус Сандгрен

- „Първи контакт“
- „Лъв“
- „Лунна светлина“
- „Мълчания“

### Най-добра анимация
- „Зоотрополис“

- „Кубо и пътят на самурая"
- „Моана“
- „Червената костенурка“
- My Life as a Zucchini

### Късометражен анимационен филм
- „Пайпър“

- „Сляпата Вайша“
- „Време на заем“
- „Pear Cider and Cigarettes“
- „Pearl“

### Най-добър чуждоезичен филм
- „The Salesman“, Иран

- „Човек на име Уве“, Швеция
- Land of Mine, Дания
- „Tanna“, Австралия
- „Тони Ердман“, Германия

### Най-добър документален филм
- „OJ: Made in America“

- „Fire at Sea“
- „I Am Not Your Negro“
- „Life, Animated“
- „13th“

### Късометражен документален филм
- „The White Helmets“

- „Extremis“
- „4.1 Miles“
- „Joe's Violin“
- „Watani: My Homeland“

### Късометражен игрален филм
- „Sing“

- „Ennemis Entreniers“
- „La Femme et le TGV“
- Silent Nights"
- „Timecode“

### Сценография
- „Ла Ла Ленд“ – Дейвид Уаско и Сенди Рейнолдс-Уаско

- „Първи контакт“
- „Фантастични животни и къде да ги намерим“
- „Пасажери“
- „Аве, Цезаре“

### Грим и прически
- „Отряд самоубийци“ – Алесандро Бертолази, Джорджо Грегорини и Кристофър Нелсън

- „Човек на име Уве“
- „Стар Трек отвъд“

### Костюми
- „Фантастични животни и къде да ги намерим“ – Колийн Атууд
- „Съюзени“
- „Флорънс“
- „Джаки“
- „Ла Ла Ленд“

### Монтаж
- „Възражение по съвест“ – Джон Гилбърт

- „Първи контакт“
- „Лунна светлина“
- „Ла Ла Ленд“
- „На всяка цена“

### Визуални ефекти
- „Книга за джунглата“

- „Дийпуотър Хърайзън“
- „Доктор Стрейндж“
- „Кубо и пътят на самурая“
- „Рог уан: История от Междузвездни войни“

### Звуков микс
- „Възражение по съвест“

- „Ла Ла Ленд“
- „Първи контакт“
- „Рог уан: История от Междузвездни войни“
- „13 часа: Тайните войници на Бенгази“

### Монтаж на звукови ефекти
- „Първи контакт“ – Силвен Белемар

- „Ла Ла Ленд“
- „Възражение по съвест“
- „Дийпуотър Хърайзън“
- „Съли“

### Най-добра оригинална музика
- „Ла Ла Ленд“ – Джъстин Хъруитц
- „Джаки“
- „Лунна светлина“
- „Пасажери“
- „Лъв“

### Най-добра песен от филм
- „Audition“ „Ла Ла Ленд“
- „Can't Stop the Feeling!“ от „Тролове“
- „City of Stars“ от „Ла Ла Ленд“
- „The Empty Chair“ от Jim: The James Foley Story)
- „How Far I'll Go“ от „Моана“

## Филми с няколко награди
| Заглавие на български  | Оригинално заглавие     | Награди |
| ---------------------- | ----------------------- | ------- |
| „Ла Ла Ленд“           | „La La Land“            | 6       |
| „Лунна светлина“       | „Moonlight“             | 3       |
| „Манчестър до морето“  | „Manchester by the sea“ | 2       |
| „Възражение по съвест“ | „Hacksaw ridge“         | 2       |